# Helenenhof (Berlin)

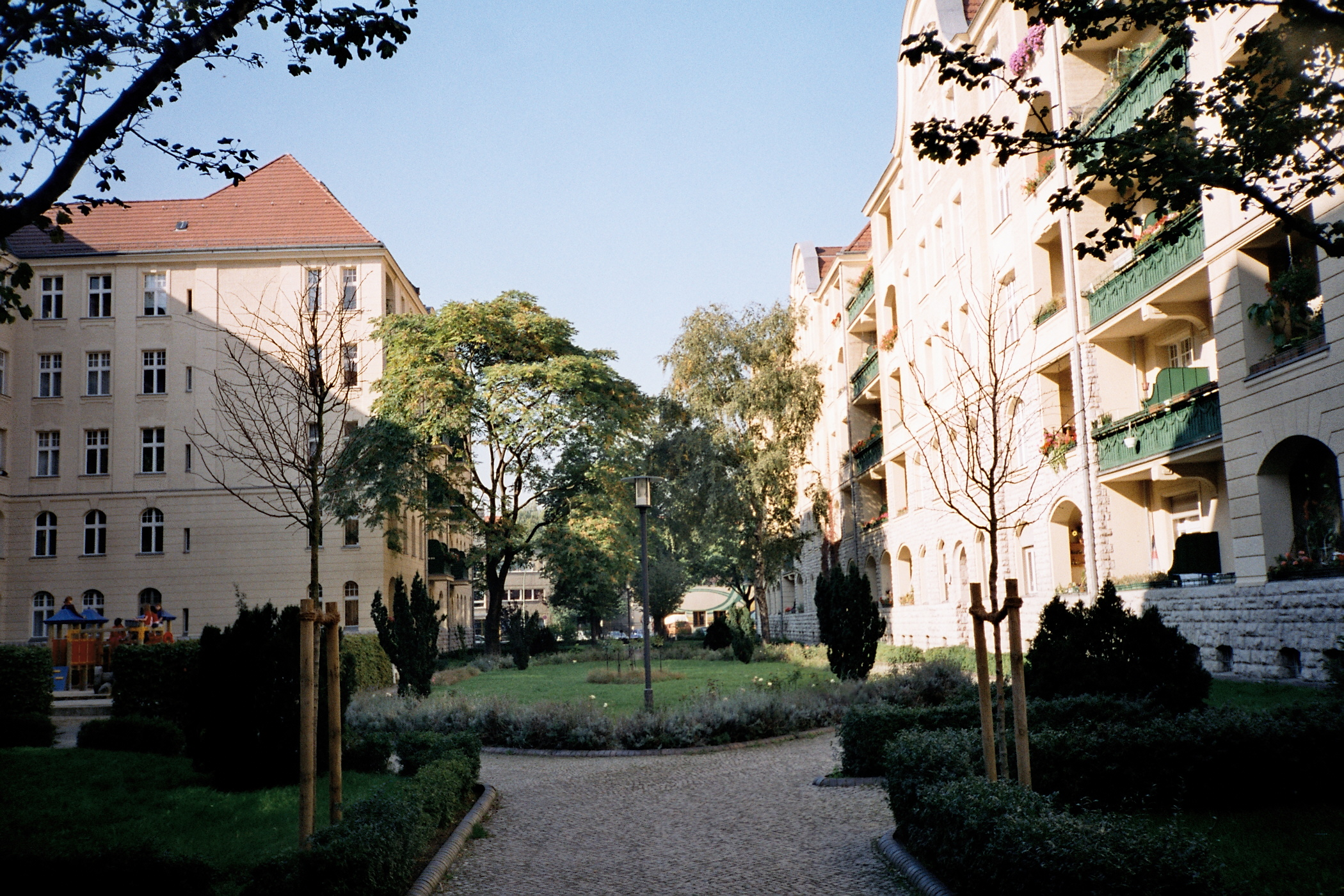
Weg durch den Helenenhof

Der Helenenhof im Berliner Ortsteil Friedrichshain ist eine denkmalgeschützte Wohnanlage. Die Siedlung liegt zwischen Gryphius- und Holteistraße. Zu der Anlage gehören die Häuserzeilen der Gryphiusstraße 1–8, Sonntagstraße 17–22, Holteistraße 28–33 und Simplonstraße 41–51 sowie Helenenhof 1–8 in der zwischen Gryphius- und Holteistraße verlaufenden Mittelachse. Sie besteht aus 507 Wohneinheiten.

## Geschichte

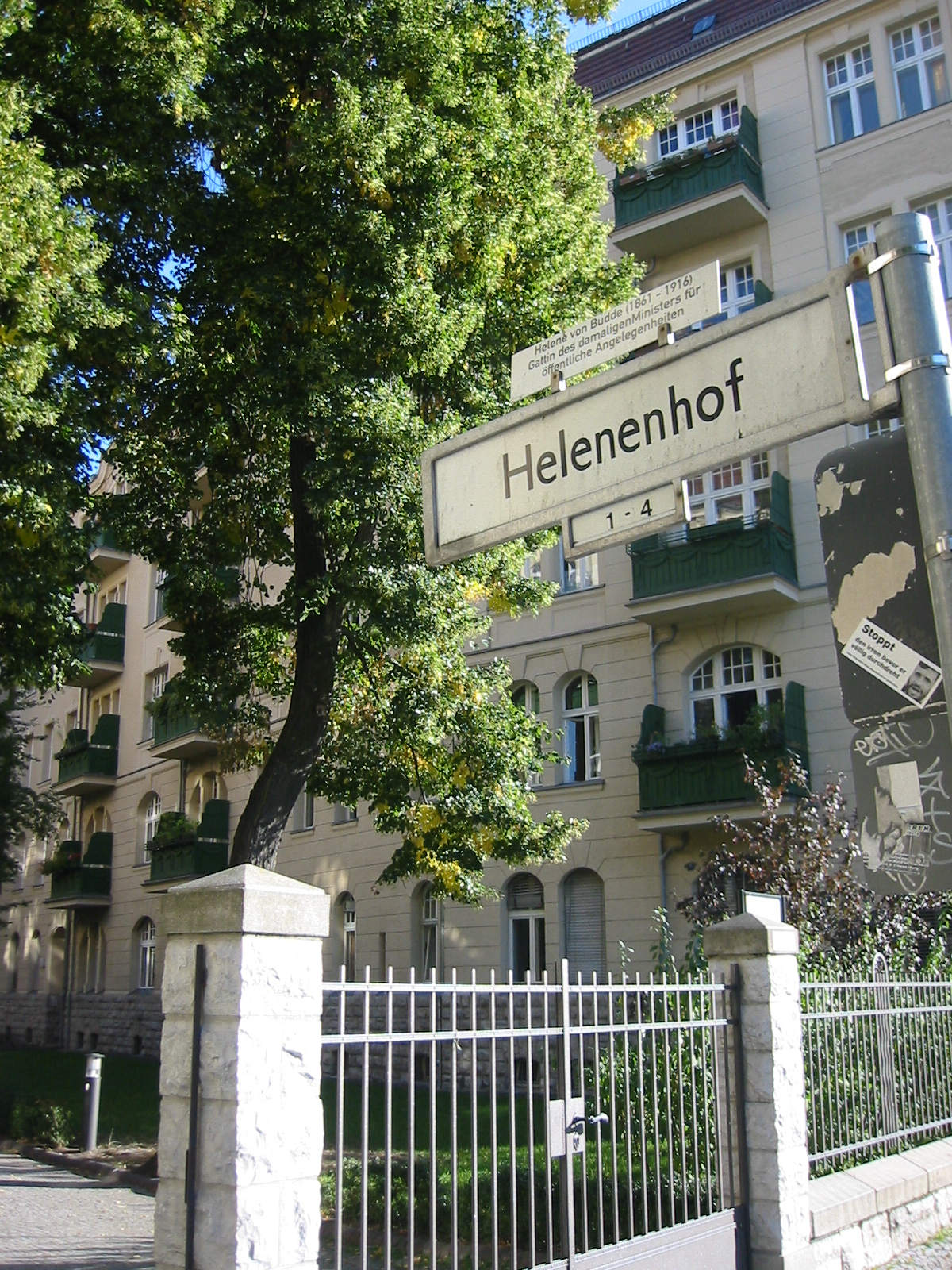
Eingang Gryphiusstraße

Erbaut wurde die fünfgeschossige Wohnanlage in zwei Abschnitten 1904–1905 und 1904–1906 von Erich Köhn für den 1900 gegründeten Beamten-Wohnungs-Verein zu Berlin, nachdem der Verein das Grundstück 1903 von der Landgemeinde Boxhagen-Rummelsburg gekauft hatte. Die beiden Häuserzeilen sind um drei bzw. vier große parkähnliche Innenhöfe mit sechseckigem Grundriss und einem Kinderspielplatz entlang einem ehemaligen Privatweg gruppiert. Die Wohnhäuser haben Balkone sowohl zur Straßenseite als auch zum Innenhof und teilweise große Erker, Loggien und Fensterbreiten sowie Risalite und variierende Firsthöhen.
Der Helenenhof wurde nach Helene von Budde (geb. Heyland, * 11. Mai 1871 in Iserlohn; † 2. Februar 1916 in Berlin) benannt, der Frau Hermann von Buddes, des Generaldirektors der Deutschen Waffen- und Munitionsfabriken und zwischen 1902 und 1906 preußischen Ministers für öffentliche Arbeiten, zudem Chef des Reichseisenbahnamtes. Bei der Grundsteinlegung war Helene von Budde anwesend.

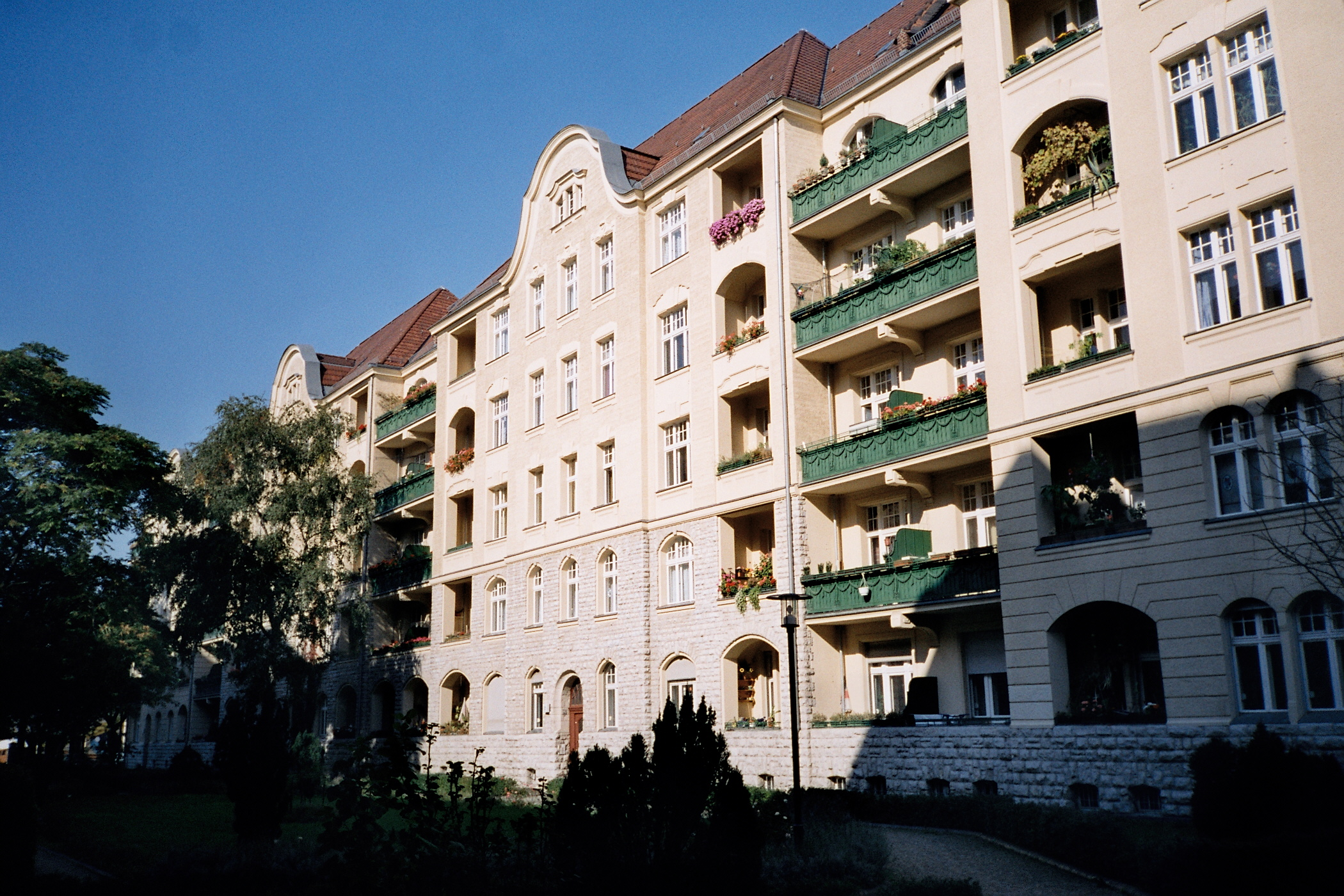
Innenhof

Im Zweiten Weltkrieg wurden Teile der Wohnanlage stark beschädigt. Die Gebäude entlang der Simplonstraße sind vereinfacht wiederhergestellt worden.
Von 1994 bis 1998 wurde der Helenenhof mit Fördergeldern des Projektes Soziale Stadt aufwendig saniert und modernisiert. Er bekam daraufhin 1997 den Friedrichshainer Bauherrenpreis wegen seiner besonderen Bedeutung für das Stadtbild.
Der Helenenhof zeugt von den Bemühungen, den Wohnungsbau für Mietshäuser im Berlin der Kaiserzeit zu reformieren, und schließt damit an die Wohnanlagen von Alfred Messel in der Proskauer Straße 14/15 (1897–1898 erbaut) und in der Weisbachstraße (1899–1905 erbaut) an. Eine weitere erhaltene Wohnanlage des Berliner-Beamten-Wohnungs-Vereins von Erich Köhn befindet sich in der Torstraße 3–7 (1903–1905 erbaut). Diese und weitere Projekte des Reformwohnungsbaus wurden zu Vorbildern für den späteren sozialen Wohnungsbau. Am Beispiel der Siedlung Schillerpark lässt sich die Weiterentwicklung ablesen.